# Atrebati
De Atrebati oftewel Atrebates waren een Keltische stam die zowel in Gallië als in Britannia leefde, voor de Romeinse veroveringen.

## De Atrebati in Gallië

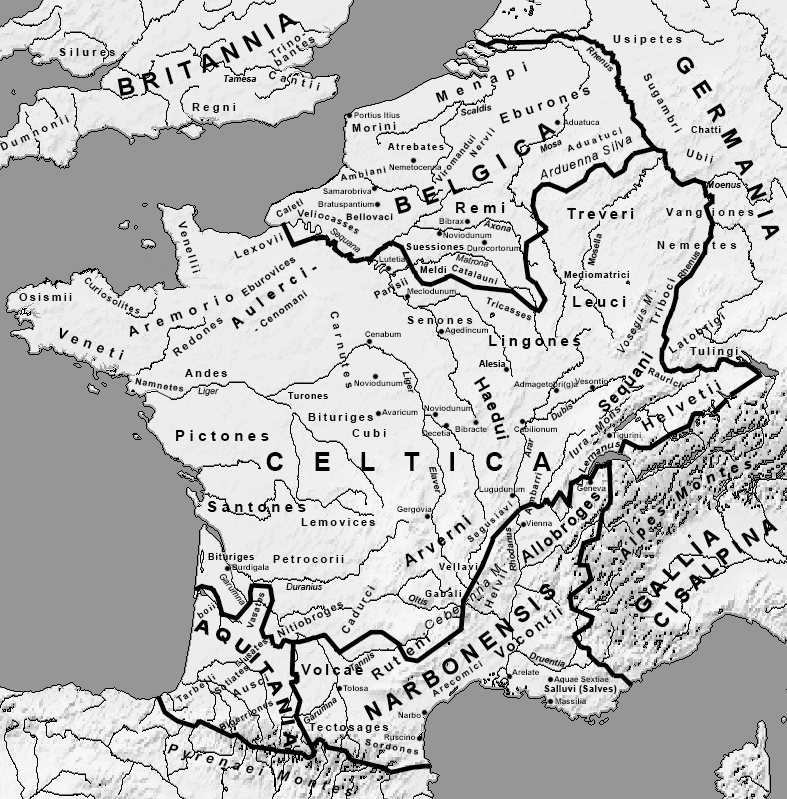
Gallië rond 54 v.Chr., met in Belgica het gebied van de Atrebati aangegeven

De Gallische Atrebati (ook: Atrebates) leefden in of rond het hedendaagse Artesië in Noord-Frankrijk. Hun hoofdstad was Nemetocenna, het huidige Arras. Ptolemaeus beschreef het gebied van de Atrebati als aan de kust van de Belgae, dicht bij de rivier de Sequana (Seine). Hij noemt "Metacum" als een van hun steden.
In 57 v.Chr. waren ze een onderdeel van het verbond der Belgae, gevormd in respons op de veroveringen van Julius Caesar in Gallië. Ze brachten 15.000 manschappen in het verbond. Caesar vond dit een bedreiging en trok op tegen hen. De Belgae hadden echter een betere tactische positie, en het resultaat was een impasse. Toen er geen gevecht kwam braken de Belgae het verbond op, en beslisten elkaar te verdedigen als Caesar een van hen aanviel. Caesar viel vervolgens verschillende van deze stammen afzonderlijk aan en onderwierp hen.
De Atrebati sloten toen een verbond met de Nerviërs en de Viromandui. Ze vielen Caesar aan bij de Slag aan de Sabis maar werden verslagen. Een Romein, Commius, werd hun koning. Commius had meegevochten in twee expedities in Britannia: in 55 en 54 v.Chr., en hij onderhandelde over de overgave van Cassivelaunus. Als dank voor zijn trouw kreeg hij ook leiding over de Morini. Later keerde Commius zich echter tegen de Romeinen en hielp bij de opstand van Vercingetorix in 52 v.Chr.. Na de nederlaag bij Alesia van Vercingetorix had Commius nog meer confrontaties met de Romeinen. Hij onderhandelde over een wapenstilstand met Marcus Antonius en uiteindelijk moest hij met een groep volgelingen naar Britannia vluchten. Hij schijnt echter later terug invloed te hebben gewonnen in Gallië: munten met zijn naam van na de verovering zijn gevonden, samen met ofwel Garmanos of Carsicios, die zijn zoons of regenten geweest kunnen zijn.

## De Atrebati in Brittannië
Commius werd al snel koning van de Britse Atrebati, een koninkrijk dat hij misschien heeft gesticht. Hun gebied besloeg het hedendaagse Hampshire, West Sussex en Surrey. Hun hoofdstad was Calleva Atrebatum, het moderne Silchester.
De kolonisatie van Britannia door de Atrebati was geen grote volksverhuizing. De archeoloog Barry Cunliffe schrijft dat het rijk opgebouwd schijnt te zijn uit tal van inheemse Britse stammen, mogelijk met enkele toegevoegde Belgische elementen; dit alles in een coherente groep door toedoen van Commius. Het is mogelijk dat de naam "Atrebati", als met zoveel "stamnamen" uit die periode, enkel verwijst naar de heersende dynastie en niet naar een etnische groep. Commius en zijn volgelingen hebben mogelijkerwijs bij aankomst in Britannia een machtsbasis uitgebouwd en voorzichtig hun invloedssfeer uitgebreid, wat uiteindelijk het effect van een proto-staat gaf.
Tijdens Caesars eerste expeditie in Britannia in 55 voor Christus, nadat de Romeinse cavalerie er niet in was geslaagd om Het Kanaal over te steken, kon Commius de Romeinen een kleine groep ruiters van zijn volk leveren. Hij zal dus toen al verwanten in Britannia gehad hebben. De Atrebati werden daarna gezien als een satellietstaat van Rome.
Van 30 tot 20 voor Christus werden munten met Commius' naam uitgegeven vanuit Calleva. Sommige munten hebben het inschrift "COM COMMIOS". Dit interpreterend als "Commius zoon van Commius", en gezien de lengte van zijn regeringsperiode, hebben enkelen geconcludeerd dat er twee koningen waren, vader en zoon, met dezelfde naam.
Drie latere koningen van de Britse Atrebati noemen zichzelf zoon van Commius op hun munten: Tincomarus, Eppillus en Verica. Tincomarus schijnt samen met zijn vader geregeerd te hebben van ongeveer 25 v.Chr. tot aan de dood van Commius in ongeveer 20 voor Christus. Nadien bestuurde Tincomarus het noordelijke deel van het koninkrijk vanuit Calleva, terwijl Eppillus het zuidelijke deel regeerde vanuit Noviomagus Regnorum (Chichester). Numismatische en andere archeologische bewijzen suggereren dat Tincomarus een meer pro-Romeinse houding aannam dan zijn vader. John Creighton argumenteert dat, gezien zijn afbeelding op zijn munten, hij voorgeleid werd als diplomatiek gijzelaar in Rome onder Augustus.
De Res Gestae divi Augusti vermeldt twee Britse koningen die zich als smekelingen voor Augustus wierpen, waarschijnlijk rond 7 voor Christus. De passage is niet goed leesbaar, maar Tincomarus is waarschijnlijk een van hen (in dat geval is Dubnovellaunus de ander, van ofwel de Trinovantes of de Cantiaci). Het lijkt alsof Tincomarus verdrongen werd door zijn broer. Vanuit dit gezichtspunt werden Eppillus' munten gemarkeerd met "Rex": de Romeinen beschouwden hem waarschijnlijk als koning.
Rond 15 na Christus werd Eppillus opgevolgd door Verica (rond dezelfde tijd verschijnt er een koning met de naam Eppillus als heerser van de Cantiaci in Kent). Maar het koninkrijk van Verica werd verdrukt door de uitbreiding van de Catuvellauni onder Cunobelinus. Calleva viel in 25 na Christus door de broer van Cunobelinus. Na de dood van Epaticcus in 35 n.Chr. herwon Verica wat terrein, maar de zoon van Cunobelinus nam de campagne van zijn vader over en rond het jaar 40 waren de Atrebati veroverd. Verica vluchtte naar Rome, en gaf zo een voorwendsel aan de nieuwe keizer, Claudius, voor de Romeinse verovering van Brittannië.
Na de Romeinse verovering werd een gedeelte van het gebied van de Atrebati lid van het pro-Romeinse koninkrijk van de Regnenses onder Tiberius Claudius Cogidubnus, mogelijk een zoon van Verica. Stamgebieden werden later georganiseerd als de civitates van de Atrebati, Regnenses en mogelijk de Belgae.
Gallia Cisalpina:
Anares · Beluni · Boii · Carni · Caturiges · Cenomani · Ceutrones · Insubres · Lepontii · Libici · Lingones · Nerusi · Salassi · Segusani · Suetri · Taurini · Vedianti

Gallia Transalpina:
Aedui · Albici · Allobroges · Ambarri · Ambiani · Andecavi · Arecomici · Atrebati · Aulerci Cenomani · Aulerci Diablintes · Aulerci Eburovices · Arverni · Baiocasses · Bellovaci · Bituriges Cubi · Bituriges Vivisci · Cadurci · Caleti · Carnutes · Catalauni · Caturiges · Cavares · Cenomani · Centrones · Cetrones · Commoni · Condrusi · Coriosolitae · Durocasses · Eciates · Eleuteti · Gabali · Garocelli · Geidumni · Grudii · Helvetii · Helvii · Lemovices · Leuci · Levaci · Lexovii · Lingones · Mandubii · Mediomatrici · Medulli · Menapii · Morini · Namnetes · Nantuates · Nerviërs · Nitiobriges · Osismii · Parisii · Petrocorii · Pictones · Pleumoxii · Redones · Remi · Ruteni · Salluviërs · Santones · Segni · Segovellauni · Segusiavi · Senones · Sequani · Silvanectes · Sordones · Suessiones · Tectosages · Tigurini ·  Tougener · Treveri · Tricasses · Tricastini · Turones ·  Veliocasses · Vellavi · Venelli · Veneti · Viducasses · Viromandui · Vocontii · Volcae Arecomici · Volcae Tectosages · Vivisci